# Niamoué
 Niamoué è una città e sottoprefettura della Costa d'Avorio, situata nel dipartimento di Doropo. Conta una popolazione di 16 056 abitanti (censimento 2014).